# Televizor
Televizor (en ruso Телевизор "Televisor") es un grupo de rock gótico e industrial ruso, fundado en la actual San Petersburgo en 1984, durante la última etapa de la Unión Soviética. Su vocalista y fundador es el músico ruso Mijaíl Borzykin. La banda es considerada como una de las más importantes e influyentes de la escena soviética de los años 80, y una de las pocas que logró sobrevivir a la caída del socialismo en 1991.
La banda comenzó actuando en el Club de Rock de Leningrado como grupo de rock regulado y permitido por el Ministerio de Cultura de la Unión Soviética; su música comenzó a ser conocida en occidente a partir de 1985, con las políticas perestroika y glásnost de Mijaíl Gorbachov. Posteriormente, ya en la época rusa, la banda se ha caracterizado por sus letras contra el autoritarismo del gobierno ruso y contra las acciones del presidente Vladímir Putin.
En la actualidad, la banda es considerada como leyenda de la música rusa.